# 칭다오 전투
칭다오 전투(독일어: Belagerung von Tsingtau)는 제1차 세계 대전 당시 일본군이 연합군의 일원으로 참전하면서 영국군, 이탈리아군과 연합으로 중국 칭다오에 머물고 있던 독일·오스트리아군을 침략해 몰아낸 사건을 말한다. 이 전투로 일본은 제1차 세계 대전에 참전한 공로를 인정받게 되었다. 후에 칭다오는 일본의 조차지가 되었고, 이는 5·4 운동이 일어나는 원인이 된다.

## 배경
1912년, 청나라가 붕괴하고 중화민국이 건립된 이후, 중국은 일본, 독일 등 열강으로부터의 해방을 추진했으나 번번이 실패하였다. 1914년, 중화민국은 독일 제국이 강탈한 칭다오와 산둥반도를 탈환하고자 제 1차 세계 대전에 참전하였고, 중국으로 진출하려던 일본 제국이 독일과 싸우고 있던 영국과 이탈리아와 연합하여 중화민국의 전쟁에 참전하였다.

## 같이 보기
- 제1차 세계 대전 기간 일본